# 弗朗西斯堡
弗朗西斯堡（英語：Fort Frances）是加拿大安大略省西北部的一个镇，為雷尼河區的行政中心。該市位于雷尼河畔，与美国明尼苏达州国际瀑布城隔河相望。據2011年加拿大人口普查所示，弗朗西斯堡鎮內人口為7952人。

## 歷史
法裔探索家皮耶·拉維倫德萊（Pierre La Vérendrye）於1731年在現弗朗西斯堡一帶設立皮毛交易站，並將之名為聖皮耶堡（Fort St. Pierre）。他於翌年在現肯諾拉以南接近美加邊境一帶設立另一座名為聖夏爾堡（Fort St. Charles）的交易站，而聖皮耶堡亦逐漸被取代和廢棄。隨着法國在七年戰爭中敗於英國，新法蘭西於1763年割讓予英國，此帶地域遂落入英國的控制。
18世紀末期，哈德遜灣公司和西北公司在此帶展開皮毛交易，兩者之間的競爭激烈，但兩間公司後於1821年合併。哈德遜灣公司於1790年代沿雷尼河設立數座臨時交易站，但待1818年才在此設立一座永久性的據點。1830年6月，哈德遜灣公司總裁喬治·辛普森（George Simpson）連同夫人弗朗西斯（Frances）到訪此處；此據點遂於同年9月25日正式以總裁夫人命名為弗朗西斯堡。
歐裔殖民於1870年代相繼抵達此地。為了讓船隻可避開雷尼河上的瀑布來往雷尼湖和伍兹湖，當局於1876年至1878年間在此修建運河；但隨著聯邦政府落實興建加拿大太平洋鐵路，該帶地域的東西向運輸骨幹亦改以鐵路為重點，運河項目遂告取消。隨著鐵路開通至肯諾拉，經雷尼河和伍兹湖來往弗朗西斯堡和肯諾拉的蒸汽船航線亦成為當地交通的主要命脈。
19世紀末期，弗朗西斯堡一帶的經濟以林木業為主，在該帶砍伐的樹木可運送到肯諾拉再透過鐵路對外輸出，而數座鋸木廠亦在此設立。美國企業家愛德華·巴克斯（Edward Backus）於20世紀初斥資在雷尼河上築壩作水力發電之用，又於弗朗西斯堡設立一座紙漿工廠，進一步促進當地發展。雷尼河區於1885年成立後，行政中心設於弗朗西斯堡；而弗朗西斯堡亦於1903年正式建制為鎮。

## 交通
安大略11號和71號省道橫跨弗朗西斯堡，兩者皆隸屬橫加公路，而兩者在鎮内的部分路段亦共構運行。11號省道西通雷尼河鎮，東達雷灣；71號省道北達肯諾拉市外圍，南端在弗朗西斯堡河濱駁上弗朗西斯堡-國際瀑布城國際大橋跨越雷尼河，在對岸駁上美國53號和71號國道。
航空交通方面，弗朗西斯堡機場（Fort Frances Municipal Airport，IATA代碼：YAG，ICAO代碼：CYAG）提供航線來往肯諾拉、雷灣和溫尼伯，而對岸美國國際瀑布城的機場則提供航線來往明尼蘇達州其他地點。

## 外部連結
- 维基共享资源上的相關多媒體資源：弗朗西斯堡
- （英文）Town of Fort Frances （页面存档备份，存于）－弗朗西斯堡鎮政府官方網站